# Eddie Collins (Schauspieler)
Edward „Eddie“ Bernard Collins (* 30. Januar 1883 in Atlantic City, New Jersey; † 2. September 1940 in Arcadia, Kalifornien) war ein US-amerikanischer Schauspieler.

## Leben und Karriere
Eddie Collins begann seine Schauspielkarriere auf Vaudeville-Bühnen, wo er meist komödiantische Auftritte absolvierte. Erst vergleichsweise spät, mit über 50 Jahren, kam er zum Film. Bis zu seinem Tod trat er in insgesamt 25 Filmen auf, oft als komischer Kauz oder Sidekick der Hauptfigur. Bei Walt-Disneys Filmklassiker Schneewittchen und die sieben Zwerge (1937) war er Modell und Stimme für den Zwerg Dopey (in der deutschen Fassung: Seppl). Dopey war zwar eine stumme Rolle ohne Text, doch der stimmbegabte Collins sorgte für die Geräusche. Zudem machte er die Geräusche für die Eichhörnchen im Film. 
In Spielfilmen blieb Collins unter anderem durch seine Auftritte in zwei Charlie-Chan-Kriminalfilmen in Erinnerung. 1939 übernahm er substanzielle Nebenrollen in den John-Ford-Filmen Der junge Mr. Lincoln und Trommeln am Mohawk, jeweils als eine Art komischer Sidekick zu Henry Fondas Hauptfigur. Eine seiner letzten Rollen spielte Collins 1940 an der Seite von Shirley Temple in The Blue Bird als Hund Tylo, der auf magische Weise in einen Menschen verwandelt wird. Seine Filmkarriere, die gerade erst an Fahrt aufgenommen hatte, wurde durch seinen überraschenden Tod im September 1940 durch einen Herzinfarkt beendet. Er wurde 57 Jahre alt. Von 1921 bis zu seinem Tod war Collins mit der Schauspielerin Florence Wilmot verheiratet.

## Filmografie (Auswahl)
- 1935: Diamanten-Jim (Diamond Jim)
- 1937: Married Before Breakfast
- 1937: Ali Baba Goes to Town
- 1937: Schneewittchen und die sieben Zwerge (Snow White and the Seven Dwarfs) (Stimme)
- 1938: Chicago (In Old Chicago)
- 1938: Penrod and His Twin Brother
- 1938: Sally, Irene and Mary
- 1938: Kentucky Moonshine
- 1938: Alexander’s Ragtime Band
- 1938: Josette
- 1938: Little Miss Broadway
- 1938: Down on the Farm
- 1938: Always in Trouble
- 1938: Up the River
- 1938: Charlie Chan in Honolulu
- 1939: Der junge Mr. Lincoln (Young Mr. Lincoln)
- 1939: Charlie Chan in Reno
- 1939: News Is Made at Night
- 1939: Quick Millions
- 1939: Stop, Look and Love
- 1939: Damals in Hollywood (Hollywood Cavalcade)
- 1939: Trommeln am Mohawk (Drums Along the Mohawk)
- 1939: Heaven with a Barbed Wire Fence
- 1940: The Blue Bird
- 1940: Rache für Jesse James (The Return of Frank James)